# Colubotelson gesmithi
Colubotelson gesmithi là một loài chân đều trong họ Phreatoicidae. Loài này được Nicholls miêu tả khoa học năm 1944.